# Erythrina batolobium
Erythrina batolobium là một loài thực vật có hoa trong họ Đậu. Loài này được Barneby & Krukoff miêu tả khoa học đầu tiên.